# Buckskin Gulch
A Buckskin Gulch kanyon, illetve a Paria folyó mellékfolyója a kanyonban, az Amerikai Egyesült Államokban, Utah állam déli részén, Kane megyében.
Ez a leghosszabb és legmélyebb kanyon az Amerikai Egyesült Államok délnyugati részén és valószínűleg a leghosszabb a világon. Ezért ez az egyik fő célpontja a kanyontúrázóknak, rengeteg gyaloglót vonz ide.
A 32 km-es hosszával legalább egynapos túra, de nem könnyű kirándulás. A Wire Pass, mely a Buckskin egy rövid mellékfolyója, ideális rövid kirándulás, mely megadja a túrázónak a keskeny, kanyargós kanyon élményét és jó erőpróba a nagyobb úthoz.
A Buckskin Gulch 89 vagy 89A jelzésű főutakon érhető el, Kanab és Page között.
A terület látogatása engedélyhez kötött  és a népszerűsége miatt hónapokkal előre kell gondoskodni az engedélyekről.

## Veszélyek
A Wire Pass és a Buckskin Gulch bejárása általában nem igényel mászókötelet, de megfelelő ruházat szükséges a bokáig, néhol mellig érő víz és sár miatt. A túrához ajánlott a meleg ruha, a tűzrakás tilos. Mivel a Nap sehol sem süt be a kanyonba, ezért az hidegebb, mint a környező sivatag.
Egy ponton egy 4,6 méteres szakadékot kell leküzdeni kötéllel. A túra során kis területen folyós homok nehezíti a kirándulást.
A szűk hasadék típusú kanyonok veszélyes terepet jelentenek a hirtelen jövő áradás kockázata miatt. Egy 80 km-re tomboló vihar képes 30 méter magas vízoszlopot átnyomni a hasadékon, és könnyen megölheti az éppen ott tartózkodókat. A túra előtt nem elegendő csak felnézni az égre, hanem gondosan tájékozódni kell az időjárási viszonyokról; ha a legkisebb esélye is van az esőnek, akkor nem ajánlatos belépni a kanyonba.

## Képgaléria

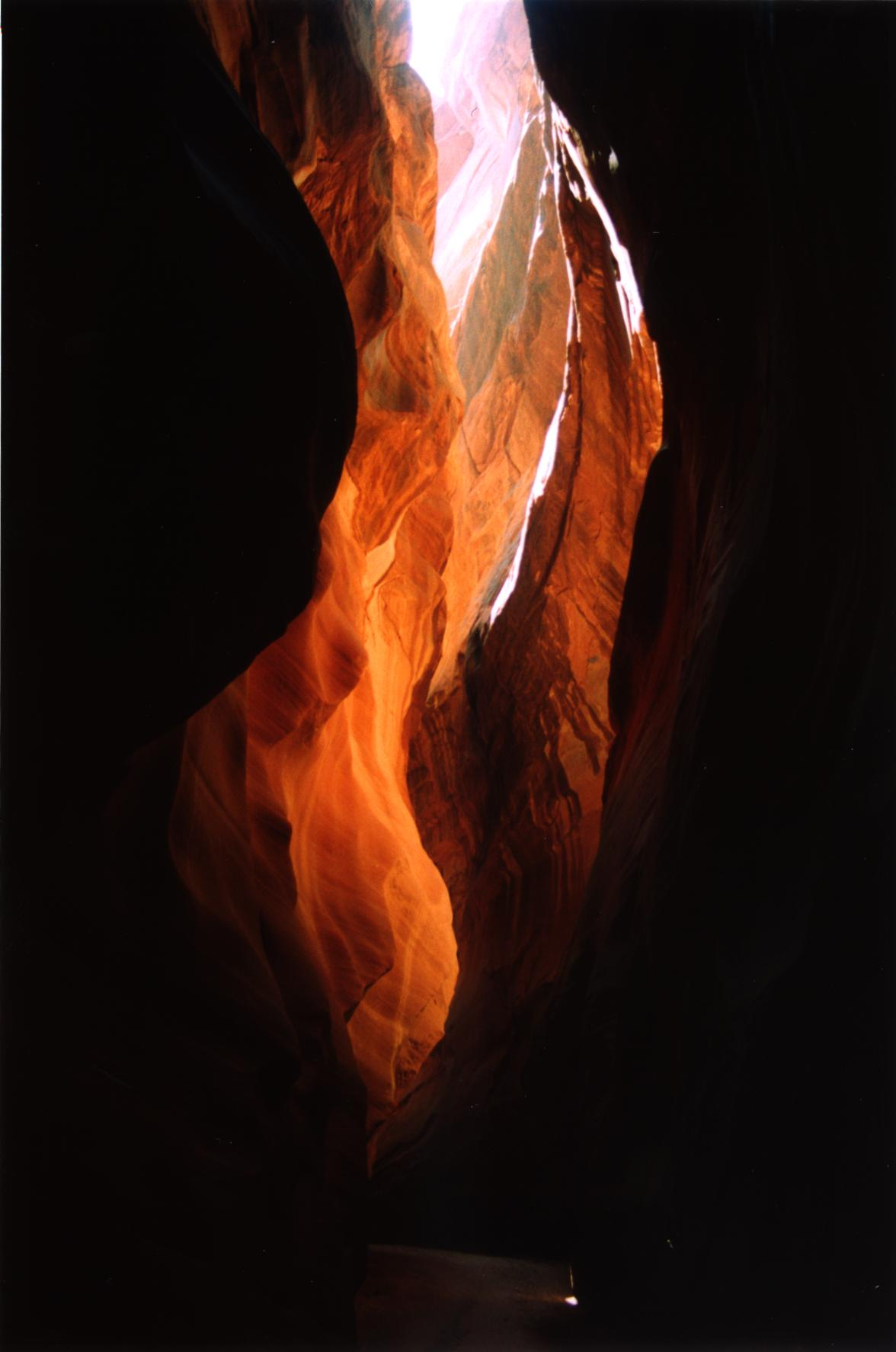
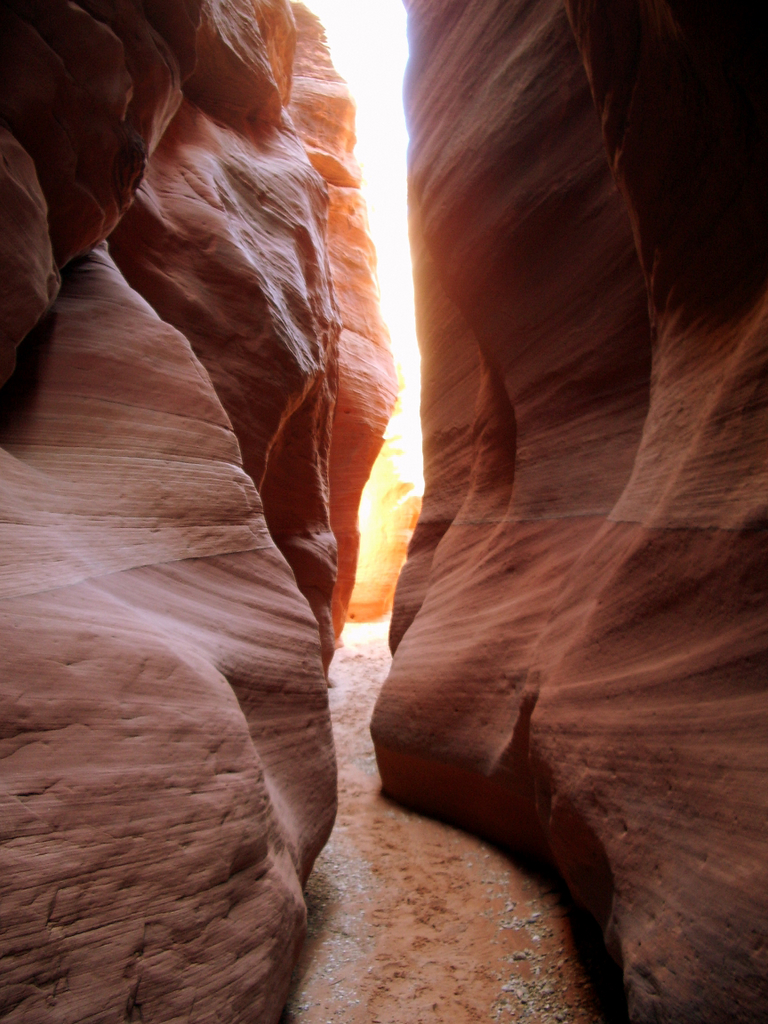
Bejárat
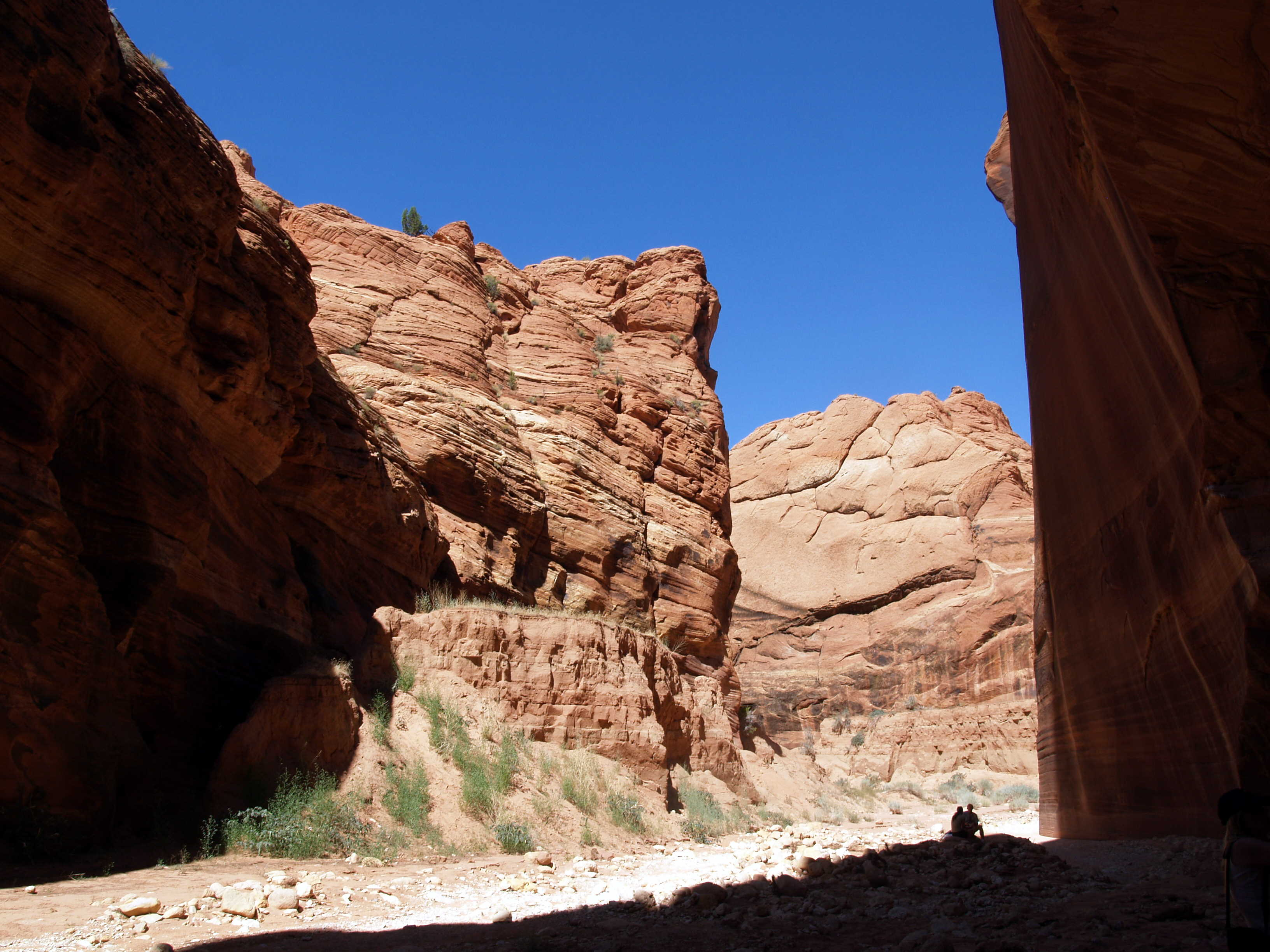
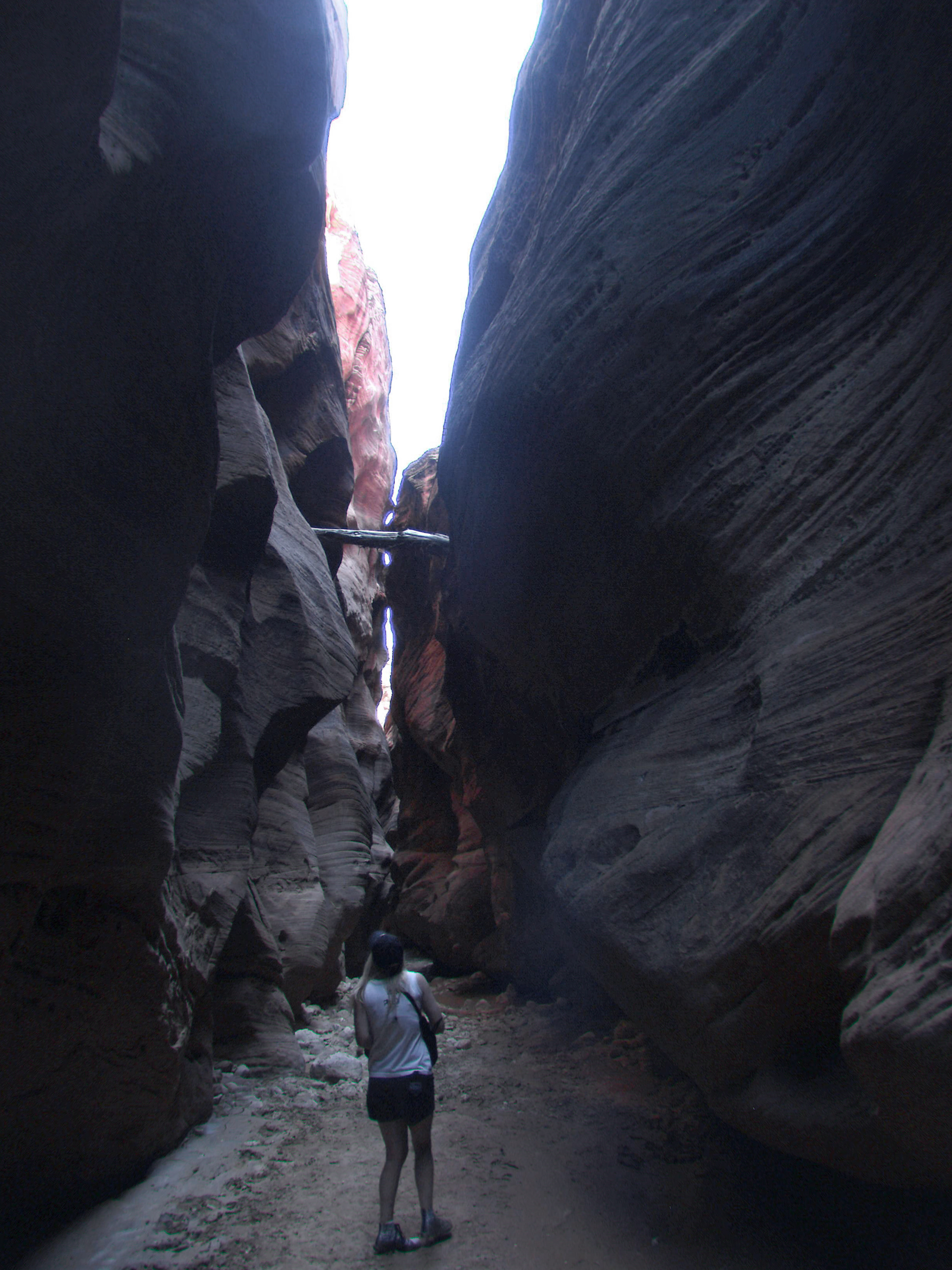
Egy farönk kb. 12 m magasan beszorulva a szakadék falai között

## Fordítás
Ez a szócikk részben vagy egészben  a   Buckskin Gulch című angol Wikipédia-szócikk ezen változatának fordításán alapul.  Az eredeti cikk szerkesztőit annak laptörténete sorolja fel. Ez a jelzés csupán a megfogalmazás eredetét és a szerzői jogokat jelzi, nem szolgál a cikkben szereplő információk forrásmegjelöléseként.